# Ninjutsu
Ninjutsu (忍術 (Nhẫn thuật)) đôi khi được dùng thay thế cho cụm từ hiện đại ninpō (忍法 (Nhẫn pháp)), là chiến lược và chiến thuật của chiến tranh ngoại lệ, chiến tranh du kích và gián điệp được thực hiện một cách công khai bởi những Ninja. Ninjutsu từng là một môn học quân sự riêng biệt ở một số ngôi trường cổ của Nhật Bản, tích hợp nghiên cứu các môn võ thuật (taijutsu) thông thường cùng với shurikenjutsu (thủ lý kiếm thuật), kenjutsu (kiếm thuật), sōjutsu (thương thuật), bōjutsu (bổng thuật) và những loại khác.
Dù hiện đang có một tổ chức võ thuật quốc tế tiêu biểu cho một số phong cách hiện đại của ninjutsu nhưng dòng lịch sử của những phong cách này hiện vẫn đang gây tranh cãi. Một số trường phái tự nhận là hậu duệ chính thống của thuật này, nhưng ninjutsu không bị tập trung hóa giống các môn võ thuật hiện đại khác như judo hay karate. Togakure-ei được cho là loại hình lâu đời nhất được ghi chép lại, và đã tồn tại được qua thế kỷ 16.

## Lịch sử
Việc làm gián điệp ở Nhật Bản đã có từ thời Thánh Đức Thái Tử (Shōtoku) (572-622), tuy nhiên nguồn gốc của ninja đã xuất hiện từ sớm hơn rất nhiều. Theo Shōninki, lần đầu tiên ninjutsu được sử dụng rộng rãi trong chiến dịch quân sự là khi Chiến tranh Genpei nổ ra Minamoto no Yoshitsune đã lựa chọn ra các chiến binh để làm shinobi trong suốt cuộc chiến. Bản thảo này còn nói rằng trong thời đại Kenmu, Kusunoki Masashige đã thường xuyên sử dụng nhẫn thuật. Theo như những chú thích trong bản thảo này, Chiến tranh Genpei kéo dài từ 1180 - 1185, và cuộc Tân chính Kenmu đã xảy ra vào khoảng thời gian 1333 - 1336. Ninjutsu đã được khai triển bởi một nhóm người chủ yếu đến từ Kōka và Tỉnh Iga của Nhật Bản.
Xuyên suốt lịch sử, shinobi là những sát thủ, do thám, và điệp viên được thuê phần lớn bởi các lãnh chúa (daimyō). Ninja chủ yếu được biết đến với việc sử dụng kĩ thuật tàng hình và những mưu mẹo. Trong suốt chiều dài lịch sử, nhiều môn phái (ryū) khác nhau đã giảng dạy những phiên bản ninjutsu bí truyền của riêng họ. Một ví dụ cho điều này là môn phái Togakure-ei, được xây dựng sau khi một samurai bại trận có tên Daisuke Togakure đã tẩu thoát đến vùng Iga. Sau đó, ông đã liên lạc với Kain Doshi - một nhà sư chiến binh (tăng binh), người đã dạy anh một cái nhìn mới về cuộc sống và ý nghĩa của sự sống còn (ninjutsu).
Ninjutsu được phát triển như một sự tổng hợp các kỹ thuật sống sót cơ bản trong thời kỳ chiến tranh của Nhật Bản phong kiến. Các ninja sử dụng nhẫn thuật để đảm bảo sự sống của họ trong thời kỳ rối loạn bạo lực chính trị. Ninjutsu gồm các phương pháp thu thập thông tin và các kỹ thuật tránh bị phát hiện, trốn thoát, và đánh lạc hướng. Ninjutsu liên quan đến việc luyện tập chạy tự do vượt chướng ngại vật (tương tự như parkour), ngụy trang, tẩu thoát, ẩn náu, bắn cung và y thuật. Các kỹ năng liên quan đến hoạt động gián điệp và ám sát đã cực kỳ hữu ích cho các phe phái tham chiến trong thời phong kiến Nhật Bản. Đôi khi các kỹ năng gián điệp trở nên được biết đến rộng rãi với tên gọi ninjutsu, và những người chuyên làm các công việc này này được gọi là shinobi no momo (Nhẫn giả).

## Mười tám kỹ năng
Theo các thành viên Bujinkan, Ninja Jūhakkei (Nhẫn giả Thập bát hình - Mười tám thuật ninja) đã được ghi lần đầu trong cuộn giấy của môn phái Togakure-ei và sau đó được dùng cho tất cả các môn phái ninjutsu. Ninja jūhakkei thường được nghiên cứu cùng với Bugei jūhappan (Vũ vân Thập bát bàn - Mười tám loại võ thuật samurai)
18 thuật đó là:
1. Bajutsu – Mã thuật
2. Bōjutsu – Bổng thuật
3. Bōryaku – Mưu lược
4. Chi-mon – Địa môn
5. Chōhō – Điệp báo
6. Hensōjutsu – Biến trang thuật
7. Intonjutsu – Ẩn độn thuật
8. Kayakujutsu – Hỏa dược thuật
9. Kenjutsu – Kiếm thuật
10. Kusarigamajutsu – Tỏa liêm thuật
11. Naginatajutsu – Thế đao thuật

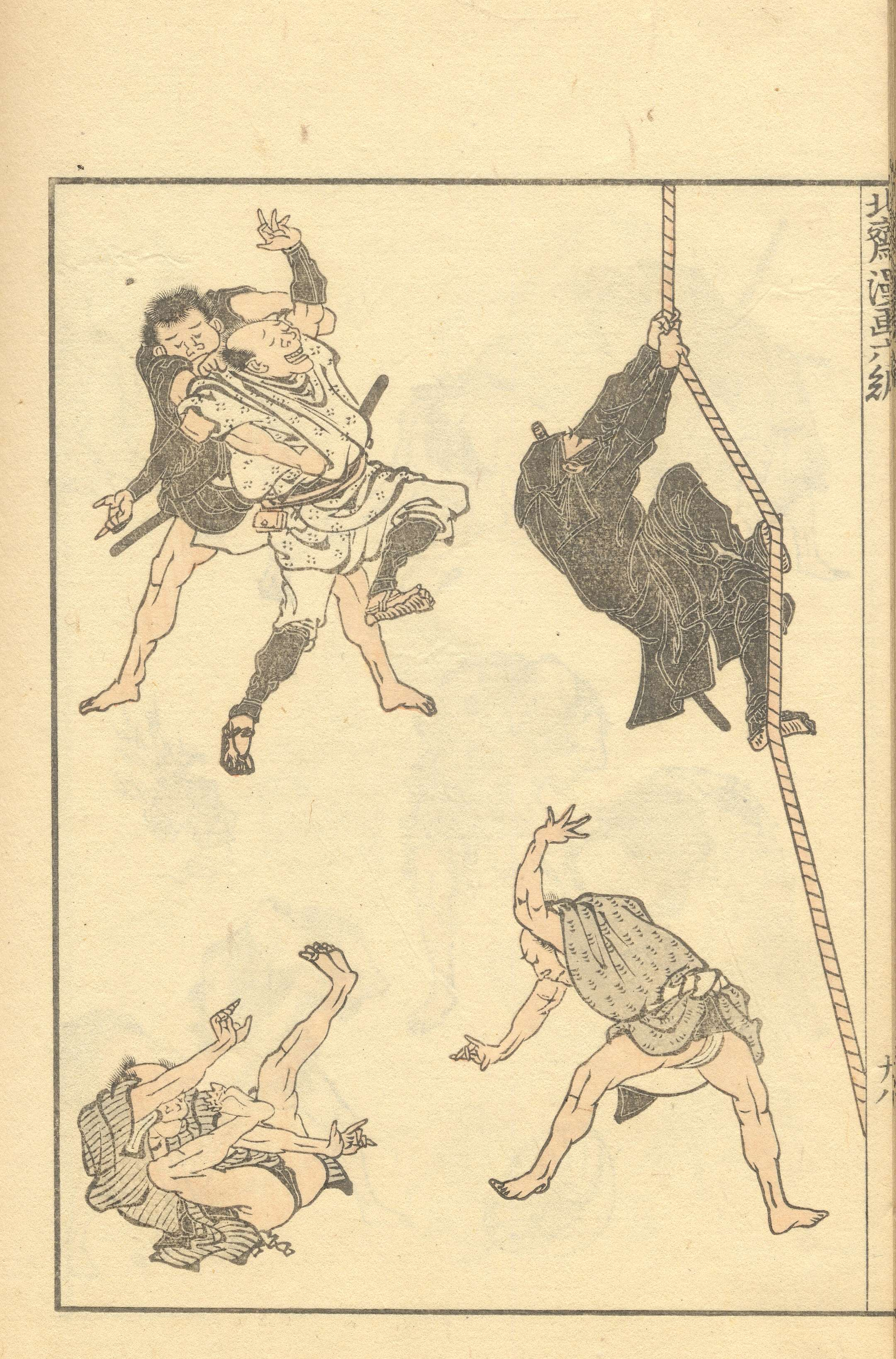
Ninjutsu được vẽ phác thảo vào thế kỷ XIV

12. Seishinteki kyōyō – Tinh thần đích giáo dưỡng
13. Shinobi-iri – Nhẫn nhập
14. Shurikenjutsu – Thủ lý kiếm thuật
15. Sōjutsu – Thương thuật
16. Sui-ren – Thủy luyện
17. Taijutsu – Thể thuật
18. Tenmon – Thiên môn

## Vũ khí và trang bị
Các công cụ sau có thể không chỉ ninja mới sử dụng, nhưng chúng thường được kết hợp với việc luyện tập ninjutsu.
Vũ khí có khớp nối và ghép
- Kusarigama – kama (Tỏa liêm) một cái liềm được gắn với một quả tạ bằng một sợi dây thừng hoặc dây xích.
- Kyoketsu-shoge - (Cự bạt thiệp mao phi tiêu dây móc câu) đầu còn lại có một chiếc vòng kim loại.
- Bō - gậy gỗ dài 9090 cm hay 3 ft (Han Bo - Bán bổng), 120120 cm hay 4 ft và 150150 cm hay 5 ft (Jō - Trượng) và 180180 cm hay 6 ft (Rokushakubō - Lục xích bổng: gậy 6 thước).
- Kusari-fundo (Tỏa phân đồng), còn được gọi là manriki (vạn lực) hoặc manriki-gusari (vạn lực liên)– một dây xích với tạ nhỏ ở hai đầu.

Vũ khí đấm tay
- Kakute  (Giác thủ)– một loại nhẫn giống như nhẫn hiện nay nhưng nó có gai nhọn được giấu và được tẩm độc, thường được các kunoichi (nữ ninja) đeo, và cho phép các ninja lặng lẽ bóp nghẹt cổ kẻ thù với các đầu nhọn đâm vào cổ hoặc cổ họng.
- Shobo – một vũ khí sắc nhọn dùng để đâm, hình dạng giống kubotan và yawara, nhưng thường có nhẫn để đeo nằm ở giữa.
- Shuriken (Thủ lý kiếm) – những vũ khí cầm tay nhỏ bao gồm cả phi tiêu, ám khí, lưỡi dao, có thể dùng để rạch, đâm hoặc ném.
- Kubotan hay "que cầm tay" – được sử dụng chủ yếu để điểm huyệt và chinh phục đối thủ.
- Tekko (Thiết giáp) – phiên bản thời kỳ đầu của "tay gấu" hay" quả đấm (brass knuckles).
- Tessen – quạt xếp có nan bằng sắt. Nó có thể được dùng để đánh hoặc cắt và chém kẻ thù.
- Jitte (Thập thủ) – một loại vũ khí tương tự như sai (thoa).

Vũ khí từ công cụ biến đổi
- Kunai (Khổ vô) – một công cụ đa năng.
- Shikoro – được dùng như một công cụ để mở cửa và đâm hoặc chém.

Vũ khí phóng
- Fukiya (Xuy thuy)– một loại ống xì đồng của Nhật Bản, đặc thù để bắn phi tiêu độc.
- Makibishi (Tản lăng) / Tetsubishi  (Thiết lăng) – chông sắt kiểu Nhật.
- Shuriken (Thủ lý kiếm) – như đã nêu ở trên, những vũ khí cầm tay nhỏ bé này có thể dùng để ném.
- Yumi (Cung) và Ya (Thi) – Cung và tên truyền thống của Nhật.
- Bo-hiya (Bổng hỏa thi) – mũi tên lửa.
- Tekagi-shuko (Thủ câu - thủ công) và Neko-te (Miêu thủ) – vũ khí có móng vuốt đeo tay.
- Chakram – vật ném có dạng giống cái đĩa được dùng làm vũ khí ném hoặc đánh tay đôi.

Gậy gộc và giáo mác
- Hanbō, bō, jō, và Tambō – gậy nhiều kích thước.
- Yari (Thương) – một loại giáo Nhật Bản cổ, tương tự như naginata (thế đao).
- Nagamaki (Trường quyển) – một loại giáo có phần lưỡi và phần tay cầm có chiều dài bằng nhau.
- Naginata (Thế đao) – một loại giáo Nhật Bản cổ được phụ nữ và samurai sử dụng.

Kiếm
- Katana – một cong dài và duy nhất, gươm hai lưỡi thường được sử dụng bởi samurai hay ninja người ngụy trang mình như samurai.
- Wakizashi – một thanh đoản kiếm đó có thể được ẩn trên các ninja's cơ thể, còn một bản sao lưu vũ khí.
- Ninjatō – một lưỡi vũ khí được sử dụng bởi ninja như kiếm. Ninjatō có thể bị đánh cắp katana từ samurai hay giả mạo của ninja mình với độ dài khác nhau. Có nghi ngờ một số là có hay không ninja thực sự sử dụng như kiếm.
- Tantō – một con dao găm.
- Kaiken – tương tự như tantō.
- Bokken – một truyền thống thanh kiếm gỗ được sử dụng trong võ thuật Nhật Bản, thường mô hình của những thanh kiếm.
- Shinai – một cây tre kiếm được sử dụng trong kendo.

Dụng cụ tàng hình
- Kaginawa hoặc móc – leo và Hojojutsu hợp công cụ mà cũng có thể là một tạm tàn tật móc vũ khí.
- Ninja shōzoku – dùng cho thuật ẩn thân.
- Ono – Rìu chiến Nhật Bản.[1]